# La macchina nera
La macchina nera (The Car) è un film del 1977 diretto da Elliot Silverstein. È considerato un caposaldo dei film in cui i protagonisti sono veicoli "indemoniati", genere che giungerà all'apice nel 1983 con il film di John Carpenter Christine - La macchina infernale. Il film venne in parte influenzato dal film Duel di Steven Spielberg, uscito sei anni prima.

## Trama
(Lo slogan italiano del film)
Un piccolo paesino del Nuovo Messico, Santa Ynez, viene terrorizzato da un'auto nera, che uccide due ciclisti e un musicista ambulante. Il musicista viene però ucciso dinanzi casa di un anziano signore, che denuncia i fatti alle autorità locali, comandate dallo sceriffo Wade Parent. Intanto, anche un superiore di Parent viene ucciso, un mite anziano comandante della polizia che incontra, suo malgrado, l'auto nera mentre va verso il bar del paesino.
Un'anziana indiana del luogo riesce a capire che nessuno guida l'auto ed è quindi una vera incarnazione del diavolo, tanto che, in procinto di sterminare un'intera classe di alunni e insegnanti, non riesce ad entrare in un cimitero dove questi si sono rifugiati perché il cimitero è considerato luogo sacro.
Quando l'auto uccide la futura moglie dello sceriffo Parent, egli cerca vendetta: con un piano ben organizzato farà precipitare la macchina assassina in un burrone pieno di dinamite facendola esplodere. La scena è spaventosa: si vede tra le possenti fiamme l'immagine del diavolo che sputa fuoco dalla bocca.
L'ultima scena ci mostra Wade e i suoi compagni osservare le macerie dove è sepolta l'auto maledetta, fiduciosi che ormai non potrà più colpire ma nei titoli di coda si sente il malefico suono del clacson dell'auto. La telecamera montata tra le ruote fa notare che l'auto non è stata distrutta dall'esplosione ma si è semplicemente trasferita in una grande città.

## Produzione
L'auto utilizzata nel film è una Lincoln Continental del 1971, personalizzata e disegnata dall'artista George Barris, autore anche dell'auto dei I mostri, di K.I.T.T. e della Batmobile utilizzata per la serie TV del 1966. Per le riprese vennero costruite sei auto, e tutte finirono distrutte durante la produzione.

## Distribuzione
Il film è stato distribuito nelle sale cinematografiche italiane nel mese di gennaio del 1978. Il primo doppiaggio fu curato dalla DEFIS, ma in anni recenti il film fu ridoppiato dalla CVD. 

### Data di uscita
Le date di uscita internazionali nel corso degli anni sono state:
- 13 maggio 1977 negli Stati Uniti d'America (The Car)[4]
- 13 settembre 1977 in Messico (El auto)
- 28 settembre 1977 in Francia (Enfer mécanique)
- 10 novembre 1977 in Germania Ovest (Der Teufel auf Rädern)
- 19 gennaio 1978 in Italia[5]
- 22 giugno 1978 in Spagna (Asesino invisible)

## Critica
Il critico inglese David Hughes ha scritto che l'auto colpisce per il puro piacere di distruggere gli ideali americani di innocenza e gioia (i due ciclisti innamorati), della legge e dell'ordine (i poliziotti), dell'arte (un suonatore di corno). L'auto qui presente è un veicolo irriconoscibile, senza marca, con vetri oscurati e impenetrabili, accanita nel perseguitare le sue vittime, furente, che accompagna ogni omicidio con il suono del 
clacson possente e ripetuto, simile a quello dei grossi camion, come una specie di risata malvagia, nonché le grosse accelerate da fermo per evidenziare la sua imbattibilità. La sequenza gregoriana del Dies Irae (XIII secolo) fa da colonna sonora introduttiva ed anche nel momento della distruzione finale con un impatto emotivo e scenico notevole, ed è il leitmotiv del film.

## Riconoscimenti
- 1978 - Kansas City Film Critics Circle Award
  - Miglior film thriller

## Citazioni e riferimenti
- Nell'episodio La macchina satanica della serie animata Futurama Bender è vittima di una maledizione che lo fa trasformare ogni notte in una macchina posseduta che rimarca molto lo stesso modello del film.
- Nella serie animata Regular Show vi è un episodio parodia del film: qui la macchina è un taxi londinese.
- Nella "Gag del divano" del cartone animato I Simpson nello special di Halloween La paura fa novanta XXIV, Maggie guida la macchina nera protagonista del film e investe Homer prima di rientrare nel garage.
- Nel manga Le bizzarre avventure di JoJo uno dei cattivi della terza serie, Z.Z, usa il potere stand chiamato The wheel of fortune manifestandolo come un'auto assassina senza autista, chiaro riferimento al film.